# Brigade islamique internationale de maintien de la paix
La brigade islamique internationale de maintien de la paix (en russe : Исламская международная миротворческая бригада; en anglais : Islamic International Peacekeeping Brigade ; généralement abrégé en IIPB ), également connue sous le nom de Brigade internationale islamique est une organisation islamiste internationale de moudjahidines fondée en 1998 et principalement active durant la Guerre du Daghestan,. Le groupe est inactif depuis 2002.

## Histoire
Le groupe est créé en 1998 avec pour objectif la construction d'un État islamique dans le Caucase du Nord. Il est initialement composé de 400 à 1 500 militants, pour la plupart originaires du Daghestan (principalement des Avars et des Darginiens ), ainsi que des Tchétchènes, des Arabes, des Turcs, des Azéris et d'autres combattants étrangers. Il est proche d'Al-Qaïda.
Plusieurs mercenaires arabes jouent un rôle clef dans son développement, principalement Abou al-Walid (tué en 2004) et Khattab (tué en 2002). Des membres de l'IIPB prennent part à l'invasion du Daghestan avec les séparatistes tchétchènes durant l'été 1999 ainsi qu'à la prise d'otages du théâtre de Moscou en octobre 2002,,.
L'IIPB est dirigé par ses émirs, Ibn al-Khattab (originaire d'Arabie Saoudite) et le tchétchène Chamil Bassaïev. Sous leur commandement le groupe s'engage dans la guerre du Daghestan ou beaucoup de ses membres sont tués ou capturés par les forces russes durant le conflit.
La plupart des membres restants combattent pendant la seconde guerre de Tchétchénie, au cours de laquelle Khattap et Bassaïev sont tués, respectivement en mars 2002 et juillet 2006.